# Carouge de Spix
Espèce
Statut de conservation UICN

 LC  : Préoccupation mineure
Le Carouge de Spix (Agelaioides fringillarius) est une espèce d'oiseaux de la famille des ictéridés.
Son nom commémore le zoologiste et explorateur allemand Johann Baptist von Spix (1781-1826).
Cet oiseau est endémique de la caatinga (Brésil).